# 基輔 (尼古拉耶夫州)
47°51′56″N 31°1′12″E / 47.86556°N 31.02000°E
基輔（羅馬化：Kyiv）是烏克蘭南部尼古拉耶夫州沃茲涅先斯克區普里布日亞市鎮的村莊。該村面積0.18平方公里，海拔高度108米，人口10，人口密度每平方公里94.4人。